# Knud W. Louisiana
Knud W. Louisiana er en dansk dokumentarfilm fra 1995, der er instrueret af Jørgen Roos efter manuskript af Vagn Steen.

## Handling
Knud W. Jensen (1916-2000) er en unik person i dansk kulturliv. Hans livsværk, Louisiana i Humlebæk, åbnede i 1958 med det formål at vise samspillet mellem billedkunst, arkitektur og landskab. Siden da har folk valfartet til Louisiana for at se museets udstillinger og permanente samling, hvis tyngdepunkt er tiden efter Anden Verdenskrig. Her fortæller Knud W. Jensen, der nu har trukket sig tilbage, om værker af Alexander Calder, Robert Jacobsen, Lucio Fontana, Andy Warhol, Jean Tinguely, Morris Louis og mange flere.